# Anne de Gonzague
Anne Marie de Gonzague, princesse de Mantoue et de Nevers, princesse palatine, est née à Paris en 1616 et morte le 6 juillet 1684.

## Biographie
Fille de Charles Ier de Gonzague, duc de Mantoue, et de Catherine de Mayenne (de la maison de Lorraine-Guise), Anne, Mademoiselle de Rethelois, est d'abord destinée à la vie monastique. Elle se rend à Avenay où sa sœur Bénédicte est abbesse. Ensuite Catherine de Nevers, sa tante et tutrice, sans trop consulter les sentiments de la jeune fille alors dans sa neuvième année, se hâte de la conduire à Faremoustiers, près de Madame Françoise de la Châtre de Maisonfort, abbesse de Farmoustiers, qui espère bien en faire prochainement sa coadjutrice. Mais, après la mort de son père en 1637, elle se détourne de cette vocation et mène une vie aventureuse.
Elle tombe passionnément amoureuse de son cousin issu de germain Henri II de Guise, avec qui elle déclare plus tard avoir contracté un mariage secret en 1639. Elle se déguise en homme pour le rejoindre à Sedan en 1640, mais il l'abandonne en 1641. Elle lui intente un procès pour se faire reconnaître comme sa femme.
En 1645, elle épouse, sans enthousiasme, Édouard du Palatinat fils de Frédéric V du Palatinat — éphémère roi de Bohême — de dix ans son cadet, en exil, sans terre et passablement désargenté, que la cour de France refuse d'accueillir mais qui lui donne trois filles :
- Louise-Marie du Palatinat (1646-1679), épouse en 1670 Charles-Théodore de Salm (1645-1710)
- Anne de Bavière (1648-1723), héritière des Guise, épouse en 1663 Henri-Jules de Bourbon-Condé (1643-1710)
- Bénédicte-Henriette du Palatinat (1650-1732), épouse en 1668 Jean-Frédéric de Brunswick-Lunebourg (1625-1674), d'où Wilhelmine-Amélie qui épouse en 1699 l'empereur Joseph Ier : Louis XVI, Louis XVIII, Charles X et Charles IV d'Espagne sont des arrière-petits-fils de ces derniers.

Elle mène joyeuse vie, et la chronique lui prête de nombreuses aventures galantes. Elle est accusée d'avoir tenté, avec son ami le Grand Condé et le médecin de ce dernier, l'abbé Bourdelot, de faire brûler un morceau de la Vraie Croix.
Très liée aux Condé, elle joue un rôle considérable pendant la Fronde. Elle se donne d'abord pour mission de travailler à la libération des princes retenus prisonniers depuis 1650, pour cela, elle réunit chez elle tous ceux qui ont la même intention et propose le moyen infaillible d'y parvenir : attirer les frondeurs dans le parti condéen. Un mariage entre Mademoiselle de Chevreuse et le Prince de Conti serait le moyen idéal pour sceller l'alliance des ennemis de Mazarin. En effet,  depuis 1649, celui-ci se servait de Condé contre la vieille Fronde et de celle-ci contre les princes. Mais une fois l'alliance des frondes réalisée, Anne de Gonzague se met à intriguer de nouveau et pousse la duchesse de Longueville à faire avorter le mariage initialement prévu, ce qui a pour effet immédiat de pousser la duchesse de Chevreuse, mère de la jeune éconduite, à quitter le parti des frondeurs pour rejoindre le camp de Mazarin. L'alliance entre les frondes ne tarde pas à voler en éclats. Elle finit par jouer elle-même le rôle d'agent de liaison entre Condé, les Princes et la Cour, mais tant le cardinal Mazarin que Louis XIV la tiennent à distance[pas clair].
En 1660, elle est nommée surintendante de la Maison de la Reine, en exécution d'une promesse qui remonte à 1651, mais elle doit se démettre de sa charge sur ordre du roi dès mars 1661.
En 1663, elle perd son mari mais le 11 décembre de la même année, le mariage de sa deuxième fille, Anne, avec le fils de son ami le grand Condé, Henri-Jules de Bourbon-Condé, duc d'Enghien, adolescent contrefait et pervers mais prince du sang, vient rétablir sa position. Pour conclure cette union, des tractations laborieuses ont été nécessaires. Louise-Marie de Gonzague, reine de Pologne, sœur d'Anne, a désigné sa nièce comme son héritière et s'est engagée à soutenir la candidature du duc d'Enghien au trône polonais.
Elle parvient en outre à marier la plus jeune de ses filles au duc Jean-Frédéric de Brunswick et de Hanovre. Sa première fille, bien que contrefaite, épouse le prince souverain de Salm, ministre écouté de l'empereur Joseph Ier. Elle négocie enfin le mariage, en 1671, d'Élisabeth-Charlotte de Bavière, nièce de son mari (Madame, la seconde « Princesse Palatine » de la cour de France), avec Philippe d'Orléans, frère cadet du roi Louis XIV.
En 1671, elle se convertit et change complètement sa manière de vivre. Elle meurt dans la dévotion en 1684. Bossuet prononce sa célèbre oraison funèbre. Son cœur fut déposé dans l'ancienne abbaye de Faremoutiers, à l'ouest de Coulommiers. La dalle tumulaire se trouve de nos jours dans l'église Saint-Sulpice de Faremoutiers.

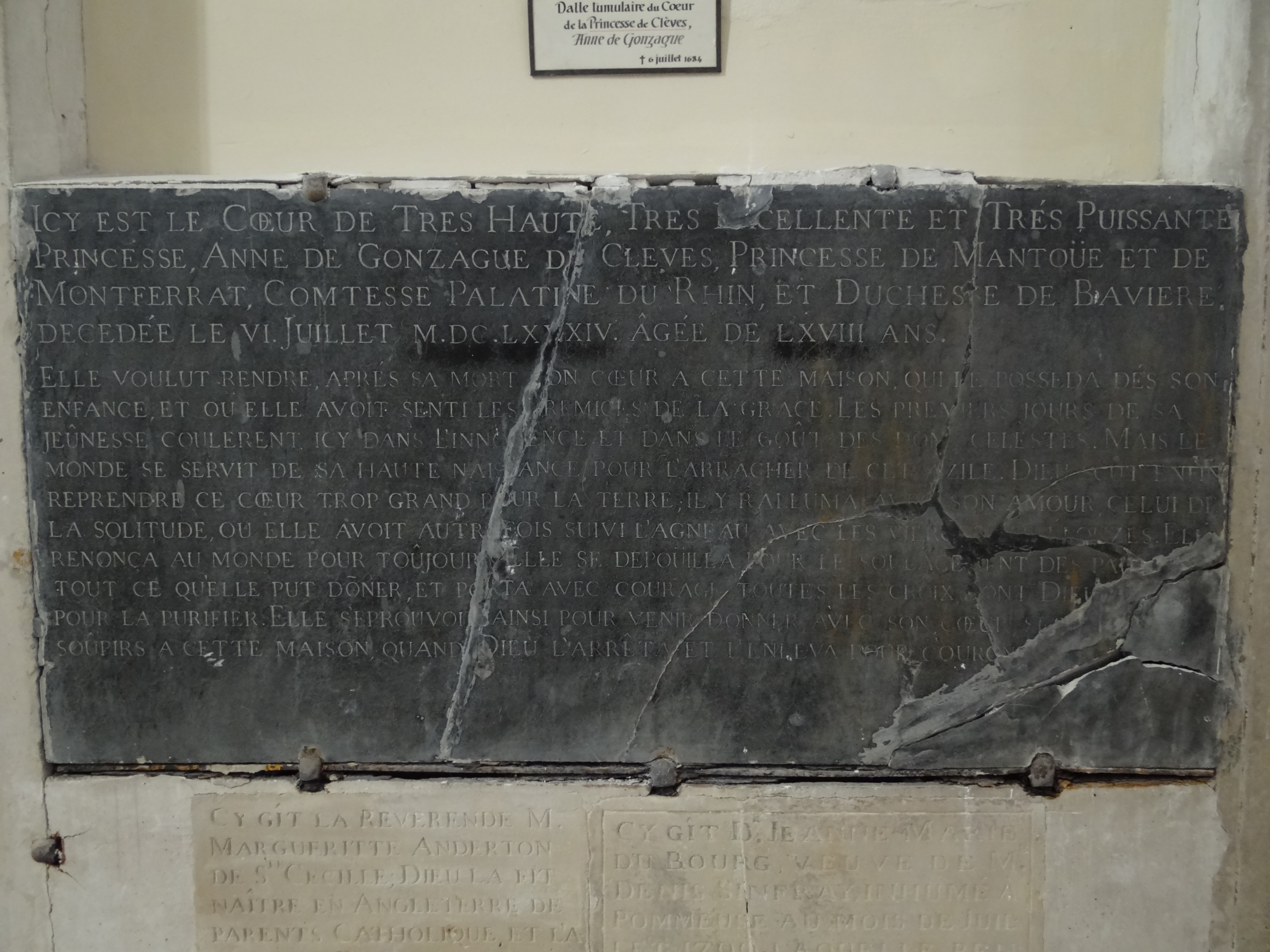
La dalle funéraire du cœur d'Anne de Gonzague dans l'église Saint-Sulpice de Faremoutiers (Seine-et-Marne).

## Résidences
En 1663, Anne et Édouard de Bavière possédaient deux résidences à Paris et deux châteaux dans la campagne proche, à Asnières-sur-Seine et au Raincy, avec une collection de plus de 300 tableaux. Une rue d'Asnières, le square Princesse Palatine, a reçu son nom.